# Olli-Pekka Peltola
Olli-Pekka Peltola (ur. 8 września 1969 w Kyyjärvi) – fiński biathlonista, wicemistrz świata juniorów.

## Kariera
Na mistrzostwach świata juniorów w Voss w 1989 roku wspólnie z kolegami z reprezentacji zdobył srebrny medal w biegu drużynowym. W Pucharze Świata zadebiutował 16 grudnia 1989 roku w Obertilliach, zajmując 74. miejsce w sprincie. Pierwsze punkty wywalczył dopiero 3 marca 1998 roku w Pokljuce, zajmując 24. miejsce w biegu indywidualnym. Nigdy nie stanął na podium zawodów PŚ. Najlepsze wyniki osiągnął w sezonie 1997/1998, kiedy zajął 64. miejsce w klasyfikacji generalnej. W 1991 roku wystąpił na mistrzostwach świata w Lahti, gdzie zajął siódme miejsce w biegu drużynowym i sztafecie. Wystąpił też mistrzostwach świata w Pokljuce/Hochfilzen w 1998 roku, gdzie zajął 44. miejsce w biegu pościgowym, a w biegu drużynowym zajął czwartą pozycję. W 1998 roku startował także na igrzyskach olimpijskich w Nagano, gdzie zajął ósme miejsce w sztafecie. Brał również udział w igrzyskach w Salt Lake City w 2002 roku, zajmując 73. miejsce w sprincie.

## Osiągnięcia

### Igrzyska olimpijskie
| Rok  | Miejscowość    | Konkurencje | Konkurencje | Konkurencje | Konkurencje | Konkurencje | Konkurencje | Konkurencje |
| Rok  | Miejscowość    | IN          | SP          | PU          | MS          | RL          | MR          | SR          |
| ---- | -------------- | ----------- | ----------- | ----------- | ----------- | ----------- | ----------- | ----------- |
| 1998 | Nagano         | –           | –           | nd.         | nd.         | 8.          | nd.         | –           |
| 2002 | Salt Lake City | –           | 73.         | –           | nd.         | –           | nd.         | –           |

### Mistrzostwa świata
| Rok  | Miejscowość         | Konkurencje | Konkurencje | Konkurencje | Konkurencje | Konkurencje | Konkurencje | Konkurencje |
| Rok  | Miejscowość         | IN          | SP          | PU          | MS          | RL          | MR          | SR          |
| ---- | ------------------- | ----------- | ----------- | ----------- | ----------- | ----------- | ----------- | ----------- |
| 1991 | Lahti               | –           | –           | nd.         | nd.         | 7.          | nd.         | –           |
| 1998 | Pokljuka/Hochfilzen | –           | –           | 44.         | nd.         | –           | nd.         | –           |

### Puchar Świata

#### Miejsca w klasyfikacji generalnej
| Sezon     | Miejsce |
| --------- | ------- |
| 1989/1990 | -       |
| 1990/1991 | -       |
| 1997/1998 | 64.     |
| 1998/1999 | -       |
| 1999/2000 | -       |
| 2000/2001 | -       |
| 2001/2002 | -       |

#### Miejsca na podium chronologicznie
Peltola nigdy nie stanął na podium indywidualnych zawodów PŚ.